# Nikolaj Adlerberg
Nikolaj Vladimirovitj Adlerberg (ryska: Николай Владимирович Адлерберг), född 19 maj 1819 i Sankt Petersburg, död 25 december 1892 i München, var  en rysk greve och general, Finlands generalguvernör 1866–1881.

## Biografi
Adlerberg växte upp vid kejserliga hovet i Sankt Petersburg och var barndomskamrat med kronprinsen Alexander och dennes förtrogne hela livet. Adlerberg övergick som ung från den lutherska till den grekisk-katolska läran och gjorde en vallfärd till Heliga landet, som han skildrade i En Orient: Impressions et réminiscences (1867). Han deltog i kriget i Kaukasien 1841 och 1844, i ungerska kampanjen 1849 och i Krimkriget 1854–56 samt blev kejsarens generaladjutant 1857. Innan han utsågs till generalguvernör i Finland var han guvernör (landshövding) i Taganrog och Simferopol.
Som generalguvernör över Finland försökte Adlerberg betona generalguvernörens självständighet gentemot ryska ämbetsmän, och han påverkade utformningen av 1878 års värnpliktslag i finländsk favör. Han var utpräglad byråkrat och aristokrat. När Alexander III steg upp på tronen måste han avgå.
Adlerberg var son till Vladimir Adlerberg, som härstammade från den svenska adliga ätten Adlerberg.

## Utmärkelser
- Riddare av Sankt Alexander Nevskij-orden
- Sankt Vladimirs orden, andra klassen
- Sankt Vladimirs orden, fjärde klassen
- Sankt Vladimirs orden, tredje klass
- Guldsabel "för tapperhet"
- Sankt Vladimirs orden, första klassen
- Sankt Stanislausorden, första klassen
- Sankt Annas orden, tredje klass
- Vita örnens orden
- Sankt Annas orden, första klass
- Sankt Annas orden, andra klass
- Järnkroneorden

[Redigera Wikidata]